# Велике герцогство Мекленбург-Штреліцьке

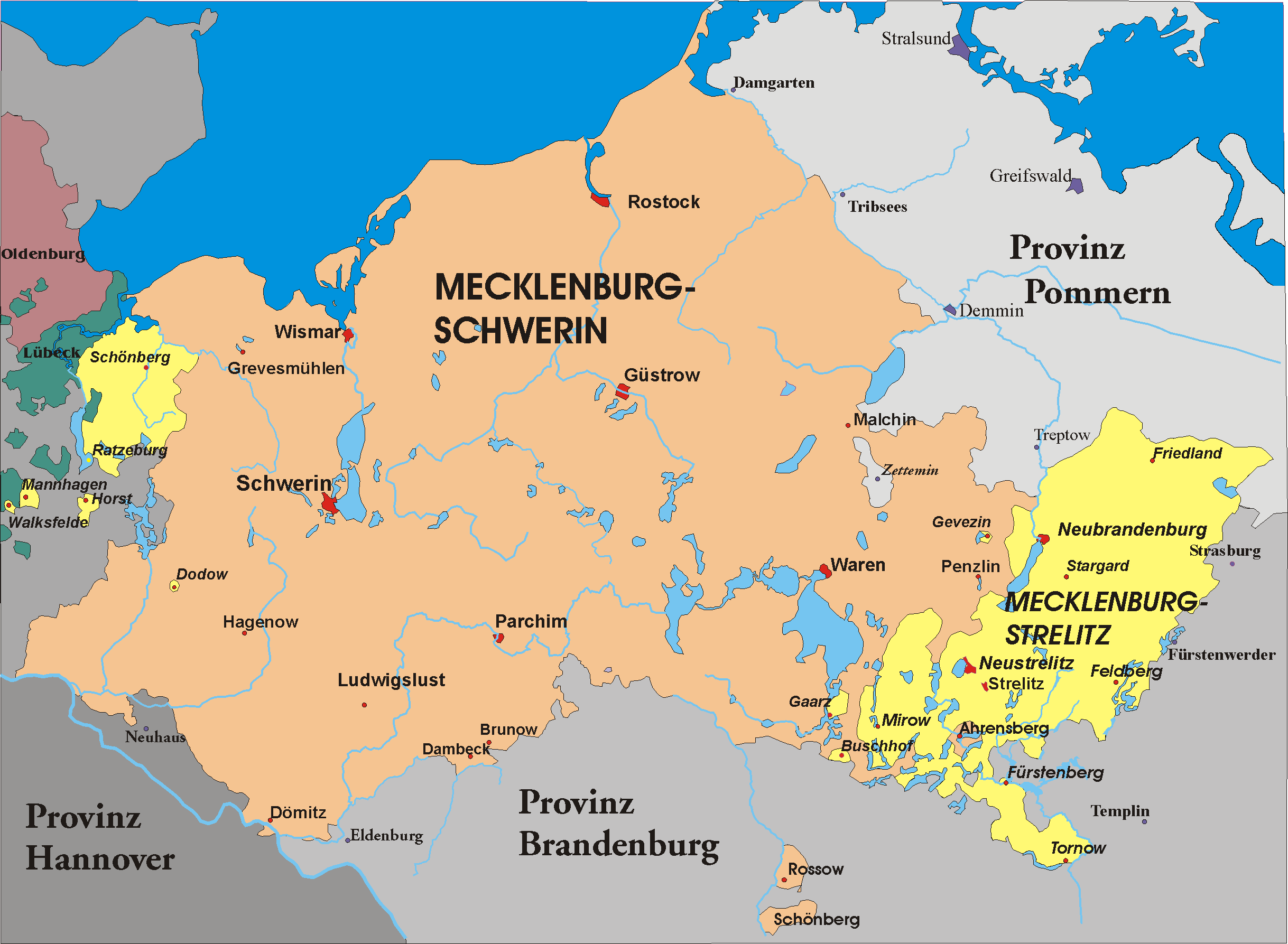
Мекленбург в 1866-1934

Велике герцогство Мекленбург-Штреліцьке (нім. Großherzogtum Mecklenburg-Strelitz) — одна з німецьких держав, що існувала в 1815 — 1919 роках. Постало на місці Мекленбург-Штреліцького герцогства (1701 — 1815). В 1919—1933 роках— вільна держава в Веймарській республіці.

## Історія
До 1695 — герцогство Мекленбург-Гюстров, яке свого часу (XVI століття) було створено при розділі герцогства Мекленбург. Коли пряма лінія Гюстровів припинилася, їх володіння після тривалої боротьби перейшли до представника бічної гілки — Адольфа Фрідріха II Штреліцького.
16 лютого 1851 в Зимовому палаці в Санкт-Петербурзі відбулося весілля герцога Георга Августа Мекленбург-Штреліцького з російською великою княжною Катериною Михайлівною. З 1873 і до революції герцоги Мекленбург-Штреліцькі володіли в Росії Оранієнбаумом.
Останній великий герцог Адольф-Фрідріх VI помер 23 лютого 1918 р.
Після Першої світової війни герцогство перестало існувати.
Після Другої світової війни землі Мекленбургу (Мекленбург-Шверін) були розділені між ФРН та НДР, але після возз'єднання Німеччини знову об'єднані у федеральну землю Мекленбург - Передня Померанія.

## Правителі
Правителі Мекленбург-Штреліца носили титул «герцог Мекленбурзький», а з 1815 року — «великий герцог Мекленбурзький», а також «князь вендів, Шверіна і Ратцебургу і граф Шверіна, землі Ростока і пан Штаргарду».
- 1701—1708: Адольф Фрідріх II Мекленбург-Штреліцький
- 1708—1752: Адольф Фрідріх III Мекленбург-Штреліцький
- 1752—1794: Адольф Фрідріх IV Мекленбурзький
- 1794—1816: Карл II Мекленбурзький
- 1816—1860: Георг Мекленбурзький
- 1860—1904: Фрідріх Вільгельм II Мекленбурзький
- 1904—1914: Адольф Фрідріх V Мекленбурзький
- 1914—1918: Адольф Фрідріх VI Мекленбурзький
- 1918—1918: Фрідріх Франц IV.

Титулярним князем та голова династичного дому Мекленбург-Штреліц з 1996 року, та всього Мекленбурзького династичного дому з 2001 року є Юрій Борвін Мекленбурзький.